# Le Bal
Le Bal is een Italiaans-Frans-Algerijnse muziekfilm uit 1983 onder regie van Ettore Scola.

## Verhaal
De film schetst het 50-jarige verhaal van een Franse danszaal. Telkens komen dezelfde dansers en muzikanten aan bod. Aan de hand van hun dansen wordt inzicht gegeven in hun persoonlijkheid en in het tijdsgewricht.

## Rolverdeling
| Acteur                  | Personage                                        |
| ----------------------- | ------------------------------------------------ |
| Étienne Guichard        | Jonge student uit de provincie / jonge professor |
| Régis Bouquet           | Eigenaar van de danszaal / boer                  |
| Francesco De Rosa       | Toni                                             |
| Arnault LeCarpentier    | Typograaf / student                              |
| Liliane Delval          | Meisje met lang haar / alcoholiste               |
| Martine Chauvin         | Jonge bloemiste / student                        |
| Danielle Rochard        | Koerier                                          |
| Nani Noël               | Meisje van plezier / Joodse / vluchtelinge       |
| Aziz Arbia              | Jonge arbeider                                   |
| Marc Berman             | Edelman / Collaborateur                          |
| Geneviève Rey-Penchenat | Edelman                                          |
| Michel van Speybroeck   | Man die van ver komt / Jean Gabin                |
| Rossana Di Lorenzo      | Toiletjuffrouw                                   |
| Michel Toty             | Gespecialiseerde arbeider                        |
| Raymonde Heudeline      | Arbeidster                                       |